# 上村晃嗣
上村 晃嗣（うえむら こうじ）は日本の財務官僚。

## 来歴
東京大学法学部卒業後、2004年 財務省入省（大臣官房総合政策課）。2009年6月からハーバード大学ケネディ・スクールへ留学。MPP（公共政策修士）を修得。
2018年7月 国際局為替市場課長補佐。市場動向を把握するため、1日は、早朝（大体5時過ぎ）に起きて、市場動向の整理をすることから始まっていたという。
2019年7月 主計局調査課長補佐。2020年7月 主計局主計官補佐（地方財政係主査）。中央から地方自治体への財源移転の規模の決定に携わっていた。
2021年7月13日 国際局開発政策課長補佐兼国際局開発政策課開発政策調整室長。途上国開発に携わる。2023年6月27日 国際局付派遣職員（国際復興開発銀行）。

## 略歴
- 2004年4月：財務省入省（大臣官房総合政策課）[2][3]。
- 2006年：熊本国税局調査査察部。
- 2007年7月：大臣官房秘書課財務官室。
- 2009年6月：ハーバード大学ケネディ・スクールへ留学[2]。
- 2011年7月：国際局開発機関課長補佐。
- 2012年：国際局国際機構課長補佐。
- 2013年：大臣官房秘書課財務官室課長補佐。
- 2014年8月：国際通貨基金（IMF）エコノミスト。
- 2017年7月：国際局調査課長補佐。
- 2018年7月：国際局為替市場課長補佐。
- 2019年7月：主計局調査課長補佐。
- 2020年7月：主計局主計官補佐（地方財政係主査）。
- 2021年7月13日：国際局開発政策課長補佐 兼 国際局開発政策課開発政策調整室長。
- 2023年6月27日：国際局付派遣職員（国際復興開発銀行）。